# 대포항 (보성군)
대포항은 전라남도 보성군 벌교읍 대포리에 있는 어항이다. 2003년 5월 26일 어촌정주어항으로 지정하여 관리하고 있다. 시설관리자는 보성군수이다.

## 어항 시설
- 방파제 114m, 선착장 564m, 물양장 42m, 호안도로 463m